# Adlair Aviation
Adlair Aviation est une compagnie aérienne familiale de vol nolisé basée à Cambridge Bay au Nunavut au Canada. Elle a été fondée en 1983 par Willy Laserich, un pilote du Nord. La compagnie a également des bureaux à Yellowknife dans les Territoires du Nord-Ouest. Elle opère à partir de l'aéroport de Cambridge Bay. Elle gère également une zone d'ancrage à l'aérodrome aquatique de Cambridge Bay (en).

## Flotte

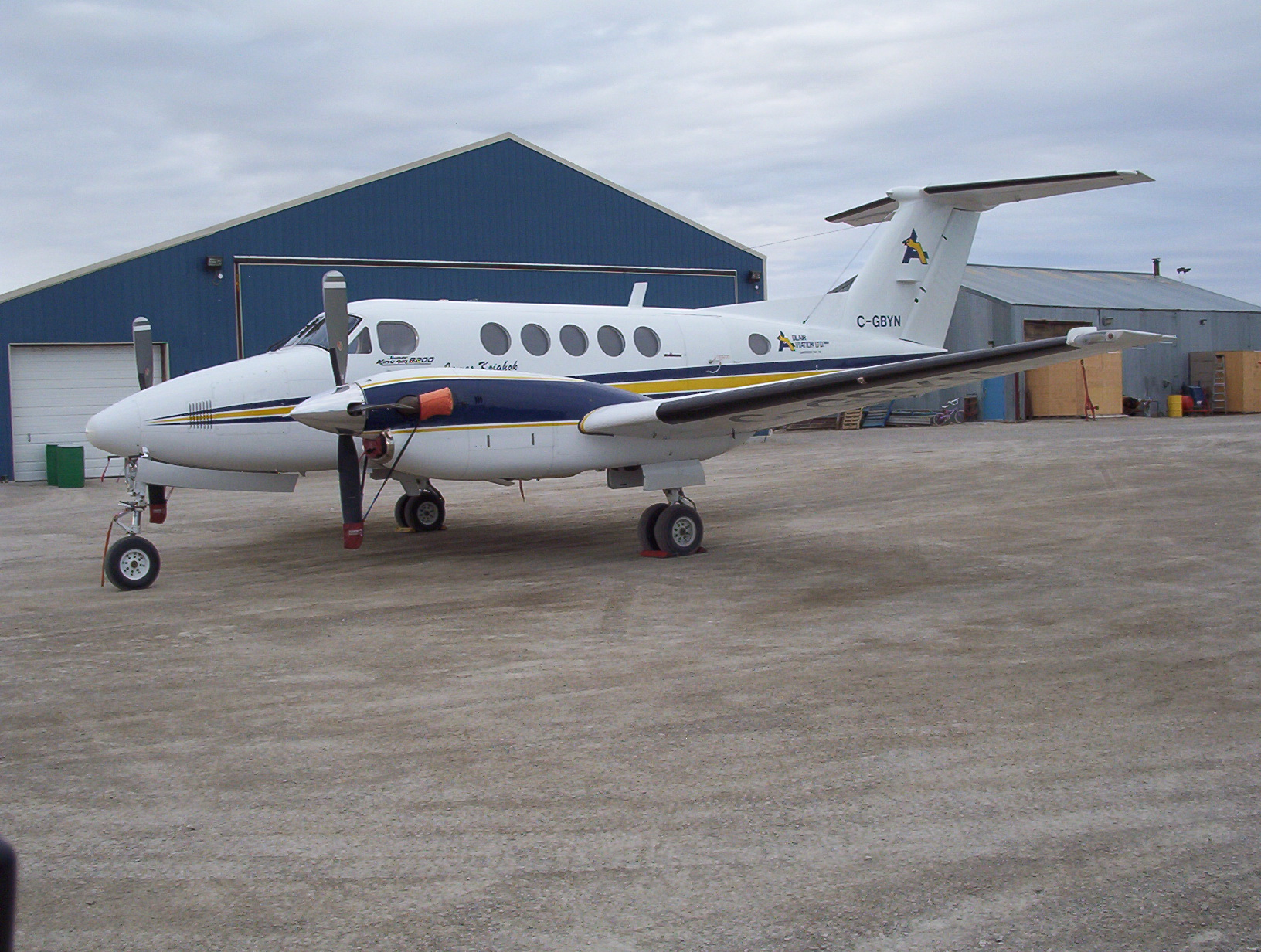
Un Beechcraft Super King Air 200 d'Adlair Aviation

Au mois de décembre 2017, Adlair Aviation exploitait les aéronefs suivants selon le registre de Transport Canada:
| Aéronef                   | Nombre | Variante | Notes                          |
| ------------------------- | ------ | -------- | ------------------------------ |
| Beechcraft Super King Air | 2      | 200      | Vols nolisés                   |
| DHC-2 Beaver              | 1      | Mk 1     | Hydravion à flotteurs          |
| DHC-6 Twin Otter          | 1      | 200      | Peut être équipé avec des skis |
| Learjet 25 (en)           | 1      | 25B      |                                |

## Annexe